# Chi Hành
Chi Hành (danh pháp khoa học: Allium) là chi thực vật có hoa một lá mầm gồm hành tây, tỏi, hành lá, hẹ tây, tỏi tây, hành tăm cùng hàng trăm loài cây dại khác.
Tên chi Allium là một từ tiếng Latin nghĩa là "tỏi".  Linnaeus mô tả chi Allium năm 1753. Vài nguồn nhắc đến từ αλεω (aleo, để tránh) trong tiếng Hy Lạp. Nhiều loài Allium đã được trồng từ thời xa xưa và khoảng một tá loài là cây trồng, và rau ăn quan trọng; một số lớn hơn là cây cảnh. Tranh giới loài của chi Allium không rõ ràng và việc phân loại chính xác còn chưa thống nhất. Ước tính số loài ít nhất là 260, và cao nhất là 979. Most authorities accept about 750 species. Loài điển hình là Allium sativum.
Trong hệ thống phân loại APG III, Allium được đặt trong phân họ Allioideae (được đây là họ Alliaceae) của họ Amaryllidaceae. Trong vài hệ trống phân loại khác, Allium thuộc về Liliaceae.
Allium là một trong năm mươi bảy chi thực vật có hoa với hơn 500 loài.

## Phân loại

### Phân chi
Ba nhánh và mười lăm phân chi được thể hiện trong hệ thống phân loại của Friesen et al. (2006) và Li (2010). (số đoạn/số loài)
- Nhánh một
  1. Nectaroscordum (Lindl.) Asch. et Graebn điển hình: Allium siculum (1/3)
  2. Microscordum (Maxim.) N. Friesen điển hình: Allium monanthum (1/1)
  3. Amerallium Traub điển hình: Allium canadense (12/135)
- Nhánh hai
  1. Caloscordum (Herb.) R. M. Fritsch điển hình: Allium neriniflorum (1/3)
  2. Anguinum (G. Don ex Koch) N. Friesen điển hình: Allium victorialis (1/12)
  3. Porphyroprason (Ekberg) R. M. Fritsch điển hình: Allium oreophilum (1/1)
  4. Vvedenskya (Kamelin) R. M. Fritsch điển hình: Allium kujukense (1/1)
  5. Melanocrommyum (Webb et Berth.) Rouy điển hình: Allium nigrum (15/140)
- Nhánh ba
  1. Butomissa (Salisb.) N. Friesen điển hình: Allium ramosum (2/4)
  2. Cyathophora R. M. Fritsch điển hình: Allium cyathophorum (3/5)
  3. Rhizirideum (G. Don ex Koch) Wendelbo s.s điển hình: Allium senescens (5/37)
  4. Allium L. điển hình: Allium sativum (15/300)
  5. Reticulatobulbosa (Kamelin) N. Friesen điển hình: Allium lineare (5/80)
  6. Polyprason Radic điển hình: Allium moschatum (4/50)
  7. Cepa (Mill.) Radic ́ điển hình: Allium cepa (5/30)

### Một số loài

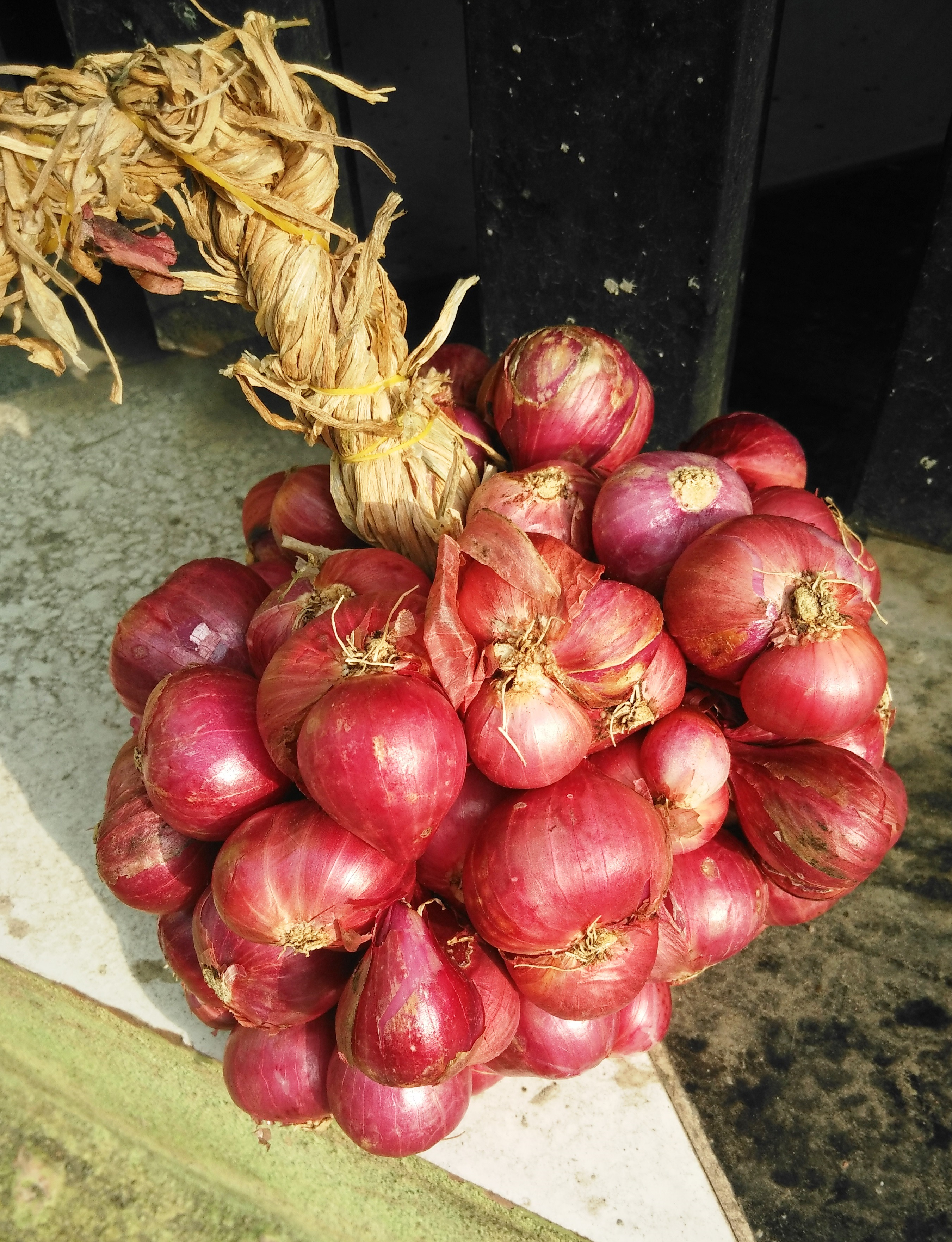
Tỏi đỏ ở Việt Nam

- Allium acuminatum - hành dại, hành hoa tím
- Allium altaicum (đồng nghĩa: A. ceratophyllum, A. fistulosum, A. microbulbum, A. sapidissimum): Hành Altai
- Allium altyncolicum
- Allium amethystinum
- Allium ampeloprasum
  - Allium ampeloprasum ampeloprasum - tỏi voi
  - Allium ampeloprasum kurrat - kurat, tỏi Ai Cập
  - Allium ampeloprasum porrum - tỏi tây
- Allium anceps - hành hai lá
- Allium angulosum - tỏi chuột
- Allium atrorubens - tỏi đỏ
- Allium campanulatum
- Allium canadense - tỏi Canada
- Allium cepa - hành tây
- Allium cepiforme hay Allium ascalonicum - hành thơm
- Allium chinense — kiệu
- Allium neapolitanum - tỏi trắng
- Allium nevii - tỏi Nevius
- Allium nigrum - tỏi đen
- Allium oleraceum - tỏi đồng
- Allium oschaninii - hẹ tây, kiệu vỏ xám
- Allium ramosum - hẹ
- Allium sativum - tỏi
- Allium schoenoprasum - hành tăm
- Allium scorodoprasum
- Allium triquetrum - tỏi ba nhánh
- Allium tuberosum - hẹ bông
- Allium ursinum - tỏi gấu, tỏi hoang
- Allium vineale - tỏi hoang

Xem thêm Danh sách các loài hành.